# Петър Зафиров
Петър Трайков Зафиров е български офицер, подполковник.

## Биография
Роден е на 28 януари 1899 година Цариград, Османска империя. През 1922 година завършва Военното на Негово Величество училище в София и на 1 април е произведен в чин подпоручик. От 1930 г. служи в 22-ри пехотен тракийски полк, от 1933 е в 4-ти пехотен плевенски полк, след което от 1936 г. служи във 2-ра военно-инспекционна област. От 1939 г. е в щаба на 2-ра армия, а през следващата година е назначен за командир на 9-и пограничен участък. През 1944 година е назначен за командир на трета интенандска дружина. В периода 6 февруари - март 1945 година е временен командир на единадесети пехотен сливенски полк. Награждаван е с орден „За храброст“, IV степен, втори клас. През 1946 година уволнен с мотив „В интерес на службата“. Съден е от Народния съд, но оправдан.

## Военни звания
- Подпоручик (1 април 1922)
- Поручик (6 май 1925)
- Капитан (3 октомври 1933)
- Майор (6 май 1940)
- Подполковник (6 май 1943)